# Ионн-Ньюгоайв
Ионн-Ньюгоайв — гора в Кольском районе Мурманской области России. Находится на территории городского поселения Верхнетуломский.
Высота — 716 м над уровнем моря. В 1920—1944 годах вершина находилась на территории Финляндии в губернии Петсамо, являясь высочайшей горой региона.
Гора входит в состав обширной горной области Сариселянтунтури и расположена на водоразделе Лотты и Явра недалеко от российско-финляндской границы. На восточном склоне горы на расстоянии менее 100 м друг от друга берут начало реки Кессемкуетскйоки — правый приток Яурийоки (Явра) и Коалланйоки — левый приток Лотты. К северо-западу от Ионн-Ньюгоайва находится гора Йоннлакк, к северу — гора Чоббоайв, к северо-востоку гора Каусенпя.
В окрестностях горы один из последних крупнейших сохранившихся на севере Европы массивов старовозрастных сосняков пирогенного происхождения. Около горы места обитания редких видов животных и растений, занесенных в Красные книги России и Мурманской области. Предлагается создать одноимённый природный заказник площадью 29 тыс. га.